# Diédougou (Dioïla)
Diédougou è un comune rurale del Mali facente parte del circondario di Dioïla, nella regione di Koulikoro.
Il comune è composto da 33 nuclei abitati:
- Béleco Soba (centro Principale)
- Bleidio Bougoula
- Boncoro
- Cingala
- Diana Makarila
- Diana Soba
- Diawarila
- Dougouyola
- Famola
- Fienkala
- Flala Daminé
- Flala Fayiri
- Fougadougou Bougoula
- Fougadougou N'Tiola
- Fougadougou Zabadiana
- Guéguéna Bamana
- Guéguéna Flala

- Guélékoun
- Kindia Noumouna
- Kindia Socoura
- Koloko
- Koloni
- Kolonian
- Korodougou Falani
- Korodougou Marka
- N'Golobala
- N'Golokouna
- Noumouna
- Seyla Missirila
- Seyla Soba
- Tècoumela Douogutiguila
- Tiècoumela Soba
- Tlébi Bougoula